# Pere Rosselló Oliver
Pere Rosselló Oliver, conegut com «Sa Maquineta» (Alaró, 1890 – Palma, 4 de desembre de 1936), fou un sabater, sindicalista i polític mallorquí, afiliat al Partit Socialista Obrer Espanyol (PSOE) i batle d'Alaró durant la Segona República Espanyola. Va ser executat durant la repressió franquista a Mallorca després del cop d'estat de juliol de 1936.

## Biografia
De professió sabater, Rosselló destacà per la seva implicació en el moviment obrer. Va ser dirigent de les societats obreres La Recompensa del Obrero i La Fraternidad, i entre els anys 1931 i 1936 presidí l'Agrupació Socialista d'Alaró.
El 1931, després de la proclamació de la Segona República, va ser escollit batle d'Alaró, càrrec que ocupà fins a l'any 1934. Durant el seu mandat, impulsà diverses millores al municipi i fou reconegut com un home de seny i mesura, essent recordat per la seva actitud conciliadora. Arran dels Fets d'octubre de 1934, fou desposseït del càrrec i empresonat. Amb la victòria del Front Popular a les eleccions de febrer de 1936, es restablí el govern republicà, però Rosselló no recuperà el càrrec. Quan esclatà la revolta militar del juliol de 1936, es va amagar per evitar la repressió, ja que els escamots falangistes rastrejaven el poble per capturar-lo.
Rosselló deixà escrites tres cartes manuscrites dirigides a autoritats del moment —el cap de la Guàrdia Civil Joan Vidal Reus, el cap local de Falange Pere Simonet Pascual i el batle franquista Arnau Rosselló Bibiloni— en què manifestava la seva voluntat de lliurar-se i pregava pel respecte a la seva vida i la dels seus familiars. Aquestes cartes, trobades vuitanta anys després en l'arxiu del jutjat militar de Palma, mai no arribaren a ser enviades i cap pacte fou respectat: Rosselló fou executat extrajudicialment al cementiri de Palma el 4 de desembre de 1936.
El 25 de maig de 1937, el jutge instructor va arxivar la causa, ja que el batle franquista declarà que no podia aportar cap dada sobre els autors del crim. Tot i això, Elionor Oliver, padrina de Rosselló, testimonià haver presenciat l'execució i reconegué un dels falangistes implicats.

## Reconeixement pòstum
El seu record ha perdurat com a símbol de la lluita obrera i democràtica. L'any 2023, l'Ajuntament d'Alaró el va proclamar fill il·lustre del municipi, juntament amb l’ermità Joan Mir Vallès, fundador de la congregació de Sant Pere i Sant Pau.
Des de 2015 el centre d'educació infantil i primària d'Alaró porta el seu nom.